# Cecilia Bojanic
Cecilia Miguelina Bojaníc Abad (Santiago, 7 de mayo de 1951-detenida desaparecida, 2 de octubre de 1974) fue una secretaria chilena, militante del Movimiento de Izquierda Revolucionaria (MIR) y detenida desaparecida durante la dictadura militar en Chile. Al momento de su detención, tenía 23 años, estaba casada y tenía un embarazo de cuatro meses.

## Desaparición
Cecilia Bojaníc fue detenida y muerta por agentes de la DINA el 2 de octubre de 1974, en su residencia en calle Paraguay en la comuna de La Granja. Cecilia vivía junto a su marido Flavio Oyarzún, quien luego también fue detenido por agentes de la agentes de la DINA. Ambos tenían un hijo y ella estaba embarazada de cuatro meses. Cecilia Bojaníc y su marido Flavio Oyarzún, desde su detención por agentes de la DINA, continúan desaparecidos.

## Informe Rettig
Familiares de Cecilia Bojaníc Abad presentaron su testimonio ante la Comisión Rettig. Comisión de Verdad que tuvo la misión de calificar casos de detenidos desaparecidos y ejecutados durante la dictadura. Sobre el caso de Cecilia Bojaníc, el Informe Rettig señaló que:

“El 2 de octubre de 1974 fue detenida en Santiago por agentes de civil, la militante del MIR Cecilia Miguelina BOJANIC ABAD, quien se encontraba embarazada de cuatro meses.  Los captores la condujeron, junto a su hijo menor, a casa de sus padres donde dejaron al niño y detuvieron al cónyuge de ella, Flavio Arquimides OYARZUN SOTO, también militante del MIR.
El matrimonio Oyarzún-Bajanic fue visto por testigos en el recinto de la DINA de José Domingo Cañas.  Luego fueron trasladados a Cuatro Alamos desde donde desaparecieron a mediados de octubre.
La Comisión está convencida de que la desaparición de ambos fue obra de agentes del Estado, quienes violaron así sus derechos humanos.

## Proceso judicial en democracia
Luego de la detención de Augusto Pinochet en Londres, se activaron los juicios de derechos humanos. El caso de Cecilia Bojaníc y Flavio Oyarzún fue investigado por el ministro en visita Juan Fuentes Belmar. El 18 de diciembre de 2006, el ministro Fuentes dictó sentencia en caso de Cecilia Bojaníc y Flavio Oyarzún. En su resolución el magistrado condenó a siete exagentes de la DINA, a penas de prisión:
- Manuel Contreras Sepúlveda: 10 años y un día de prisión, sin beneficios,
- Miguel Krassnoff: 4 años de prisión, con beneficios,
- Osvaldo Romo: 4 años de prisión, con beneficios,
- Marcelo Moren Brito: 4 años de prisión, con beneficios.
- Francisco Ferrer Lima: 4 años de prisión, con beneficios.
- Fernando Lauriani Maturana: 4 años de prisión, con beneficios.

Todos como autores del delito de secuestro calificado de Cecilia Bojaníc y Flavio Oyarzún. 
- Orlando José Manzo Durán: 4 años de prisión, con beneficios, en su calidad de cómplice de los dos secuestros calificados.

En la etapa de investigación, el magistrado logró establecer la siguiente secuencia de hechos: 

“1.º Que el día 2 de octubre de 1974, en circunstancias que Cecilia Miguelina Bojanic Abad, militante del Movimiento de Izquierda Revolucionario,  MIR, se encontraba en el inmueble que arrendaba en calle Paraguay n° 1156, paradero 22 de Santa Rosa, comuna de La Granja,  fue detenida por dos sujetos vestidos de civil, y trasladada hasta otro domicilio ubicado en Plaza Sanfuentes n° 252, de la comuna de Las Condes,  donde se encontraba su cónyuge Flavio Arquímides Oyarzún Soto, también militante del MIR,  procediendo a su detención, sin que existiera una orden emanada de autoridad legítima y competente, conduciéndolos hasta el inmueble ubicado en calle José Domingo Cañas, en la comuna de Ñuñoa,  donde funcionaba un centro de detención clandestino de la DINA conocido bajo esa denominación y también con el nombre de "Ollagüe" . Posteriormente fueron trasladados al centro de detención clandestino denominado "Cuatro Álamos", desde donde fueron sacados a mediados de octubre de 1974, perdiéndose desde entonces todo rastro del matrimonio Oyarzún Bojanic.
2.º Que el centro de detención ubicado en la calle José Domingo Cañas, era dirigido por un grupo de oficiales del Ejército de Chile, con quienes colaboraba un individuo sin rango militar; todos pertenecientes a la Dirección de Inteligencia Nacional (DINA), organismo que era dirigido por un Director Ejecutivo. En este recinto se desarrollaban, por sus integrantes, diversas actividades dirigidas a desarticular al Movimiento de Izquierda Revolucionario, MIR, procediendo por sus agentes a la detención de personas pertenecientes a dicho movimiento, los que eran mantenidos como prisioneros en el recinto ya referido, donde además eran interrogados bajo apremios físicos y psicológicos, con el fin de obtener información que llevara a realizar otras detenciones, dentro de los cuales estuvieron Cecilia Bojanic y Flavio Oyarzún. 
3.º Que el centro de detención clandestino "Cuatro Álamos" estaba bajo la responsabilidad de un funcionario de Gendarmería de Chile, agregado en comisión de servicio a la DINA. En dicho lugar los detenidos permanecían incomunicados con el exterior y continuaban a disposición de los agentes de la DINA quienes podían sacarlos del lugar en cualquier momento para retornarlos una o más veces a los centros de detención y tortura con el objetivo de continuar los interrogatorios. También los prisioneros podían ser retirados por personal de la DINA desde " Cuatro Álamos" desconociéndose su destino, situación que ocurrió con el matrimonio Oyarzún Bojanic”.

En segunda instancia el caso fue resuelto el 12 de marzo de 2009, cuando la Corte de Apelaciones de Santiago confirmó la sentencia dictada en primera instancia por el ministro Juan Fuentes Belmar contra los exagentes de la DINA.
El caso judicial de Cecilia Bojaníc y Flavio Oyarzún concluyó el 29 de septiembre de 2009, cuando la Corte Suprema ratificó la sentencia condenatoria del magistrado Juan Fuentes Belmar. La Sala Penal de la Corte Suprema condenó a Manuel Contreras Sepúlveda a la pena de 10 años y un día de presión, sin beneficios; y a Miguel Krassnoff, Marcelo Moren Brito, Francisco Ferrer Lima y Fernando Lauriani Maturana a penas de 4 años de prisión, con el beneficio de la libertad vigilada, todos como autores del delito de secuestro calificado de Cecilia Bojaníc y Flavio Oyarzún. Además se condenó a Orlando José Manzo Durán en su calidad de cómplice de los dos secuestros calificados, a la pena única de tres años de presidio, con el beneficio de la libertad vigilada.